# Pergalumna minor
Pergalumna minor är en kvalsterart som först beskrevs av Rainer Willmann 1928.  Pergalumna minor ingår i släktet Pergalumna och familjen Galumnidae. Inga underarter finns listade i Catalogue of Life.